# Powiat gryficki
Powiat gryficki är ett distrikt (polska: powiat) i Västpommerns vojvodskap i nordvästra Polen. Huvudort är staden Gryfice. Distriktet hade 61 672 invånare år 2013.

## Administrativ kommunindelning
Distriktet har sammanlagt sex kommuner: tre stads- och landskommuner och tre landskommuner.

Kommunindelning

### Stads- och landskommuner
- Gryfice
- Płoty
- Trzebiatów

### Landskommuner
- Brojce
- Karnice
- Rewal